# 圣若昂-杜雅瓜里比
圣若昂-杜雅瓜里比是巴西塞阿拉州的一个市镇。总面积280.436平方公里，总人口8344人，人口密度29.8人/平方公里。